# Yosypivka (Raión de Podilsk)
Yosypivka  (ucraniano: Йосипівка) es una localidad del Raión de Podilsk en el Óblast de Odesa de Ucrania. Según el censo de 2001, tiene una población de 639 habitantes.